# Associated Aviation
La Associated Aviation era una compagnia aerea nigeriana con sede a Ikeja, capitale dello stato federato del Lagos.
Fondata nel 1996 opera su voli passeggeri e cargo in Nigeria e nell'area dell'Africa occidentale ed aveva il suo hub a Lagos, presso le strutture dell'aeroporto Internazionale Murtala Muhammed.

## Storia
Negli anni duemila il governo della Nigeria varò un programma atto al miglioramento della qualità del trasporto aereo in termini di servizio e sicurezza, chiedendo garanzie di solidità economica alle compagnie aeree nazionali e fissando come ultimo termine il 30 aprile 2007 per dimostrare di rientrare nei nuovi parametri richiesti.
Sottoposta alla valutazione della Nigerian Civil Aviation Authority (NCAA), la Associated Aviation si dimostrò in grado di sostenere i costi di una sua ricapitalizzazione ed ottenne quindi il permesso di operare.
Nel luglio 2008 la società venne acquisita da un gruppo di investitori i quali decisero di rilanciare l'azienda sottoscrivendo dei contratti con l'azienda aeronautica brasiliana Embraer per la fornitura di nuovi modelli in sostituzione dell'oramai sorpassato parco velivoli.
La compagnia ha cessato del tutto le operazioni nel 2019.

## Flotta

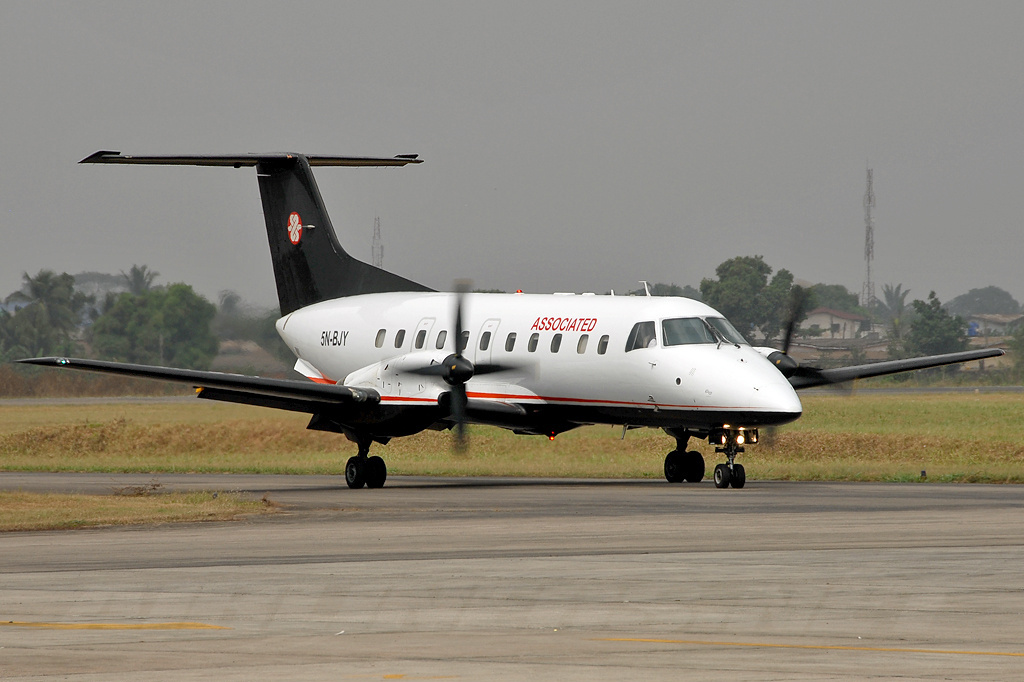
l'Embraer 120RT Brasilia marche 5N-BJY fotografato all'Aeroporto di Benin nel gennaio 2008. Il velivolo è rimasto distrutto nell'incidente del 3 ottobre 2013.

Al settembre 2013 la flotta della compagnia consisteva in quattro velivoli, solo due dei quali considerati attivi:
- 3 Embraer EMB 120 (due EMB 120ER marche 5N-BIT e 5N-BIU, inattivi, ed un EMB 120RT marche 5N-BJY attivo, ma perso nell'incidente del 3 ottobre 2013)
- 1 Embraer ERJ 145LR (marche 5N-BJM a disposizione governo dello stato federato del Bauchi)

### Flotta storica
Dati tratti da AirlineUpdate.com
- 1 Antonov An-12BP
- 2 BAe 125-700
- 2 Boeing 727-200F
- 1 Bombardier Learjet 45 XR

## Incidenti
- Il 3 ottobre 2013, alle 09:32 ora locale, il Volo Associated Aviation SCD-361 operato con l'Embraer 120RT Brasilia immatricolato 5N-BJY in partenza dall'Aeroporto Internazionale Murtala Muhammed con destinazione l'Aeroporto di Akure, precipita in fase di decollo con ventuno persone a bordo[4] per cause in corso di accertamento. Il volo era stato programmato per riportare la salma dell'ex ministro dell'avizione ed ex governatore dello stato di Ondo Olusegun Agagu.[5] Nell'impatto a terra restano uccisi i sette membri dell'equipaggio e nove passeggeri.[4]